# Droit de vote aux États-Unis

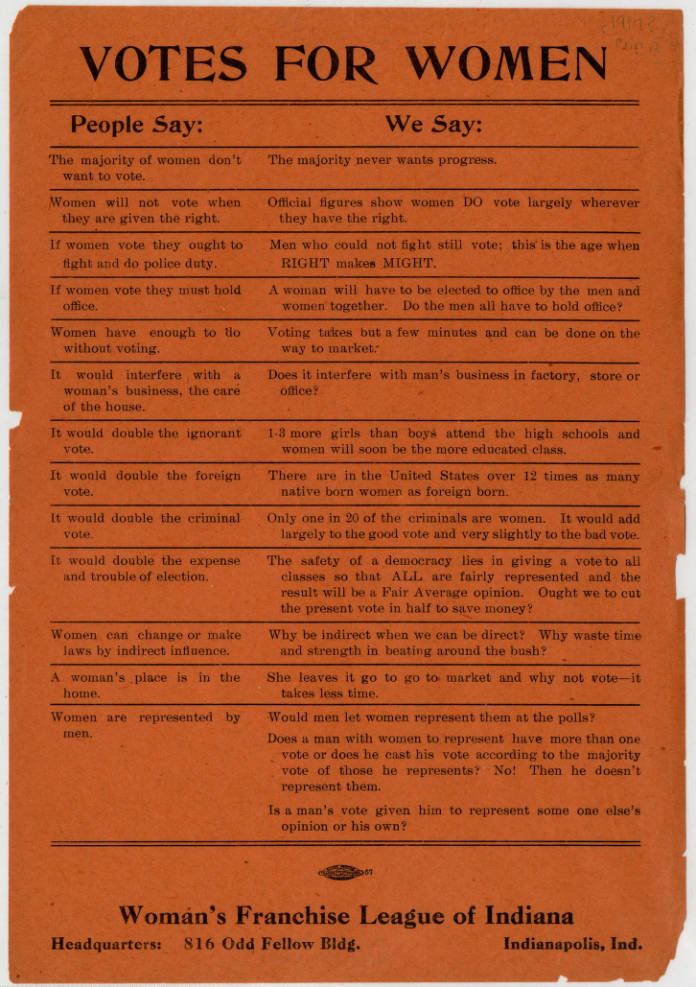

Le droit de vote aux États-Unis est régi par les 15e, 19e et 26e amendements de la Constitution des États-Unis et par un ensemble de législations fédérales et législations d'États fédérés.
À l'indépendance, chacun des États fondateurs disposait de sa propre législation, y compris pour les élections fédérales. Cette autonomie des États existe toujours, mais est strictement encadrée par un certain nombre de textes constitutionnels et législatifs fédéraux. Les différences existant actuellement entre les États en matière de droit de vote portent surtout sur deux aspects : la déchéance du droit de vote à la suite d'une condamnation pénale et le droit de vote des étrangers.

## Chronologies
Ces chronologies reflètent l'évolution différenciée du droit de vote au niveau des États et au niveau fédéral (date en caractères gras),,.

### Exclusions sur base religieuse
Au XVIIIe siècle, le droit de vote et/ou d'éligibilité dans les treize États fondateurs (et dans les colonies qui les ont précédés) est limité aux propriétaires blancs de sexe masculin. Dans plusieurs de ces États, les catholiques, les Juifs, les quakers, les non-blancs et d'autres catégories de résidents sont exclus de ce droit.
- 1776 : La constitution de l'État du Delaware mentionne que « Toute personne qui sera choisie dans une des chambres (du parlement), ou nommée à toute fonction ou position de confiance, avant d'occuper son siège ou à en entrant dans sa fonction, (...) devra faire et souscrire à la déclaration suivante, à savoir : Moi, A B., fait profession de foi en Dieu le Père, et en Jésus Christ son seul Fils, et dans le Saint-Esprit, un seul Dieu, béni à jamais ; et je reconnais que les saintes écritures de l'Ancien et du Nouveau Testament ont été données par une inspiration divine »[4].
- 1776 (2 juillet) : L'article 19 de la constitution du New Jersey limite l'éligibilité aux protestants[5].
- 1777 : La constitution de l'État de Géorgie mentionne que « Les représentants seront choisis parmi les résidents de chaque comté (...) et ils seront de la religion protestante »[6].
- 1778 : La constitution de l'État de Caroline du Sud mentionne que « Nul ne sera susceptible de siéger à la chambre des représentants à moins d'être de religion protestante »[7].
- 1787 : La section 2 de l'article 1 de la Constitution des États-Unis renvoie la définition des critères du droit de vote aux législations de chaque État : « dans chaque État les électeurs devront répondre aux conditions requises pour être électeur à l'assemblée la plus nombreuse de la législature de cet État. L'article VI énonce que "aucune profession de foi religieuse ne sera exigée comme condition d'aptitude aux fonctions ou charges publiques sous l'autorité des États-Unis ».
- 1792 La nouvelle Constitution du Delaware supprime le serment institué dans celle de 1776[8].
- 1825 (26 février) : L'État du Maryland étend le droit de vote et d'éligibilité aux Juifs- 26 février[9].

### Inclusion ou exclusion sur base de la propriété
- 1787 : La Northwest Ordinance adoptée par le Congrès donne le droit de vote pour les élections aux assemblées territoriales dans le Territoire du Nord-Ouest (au Nord-Ouest de la rivière Ohio) aux « habitants libres de sexe masculin » propriétaires de 50 acres, c'est-à-dire aux citoyens américains et aux étrangers résidents depuis deux ans. Un citoyen américain doit posséder 200 acres pour être éligible, un résident étranger doit résider depuis trois ans dans le territoire[10].
- 1792 : Le premier État à abolir la condition de propriété est le	New Hampshire.
- 1856 : La Caroline du Nord est le dernier État à supprimer l'obligation de propriété comme condition du droit de vote des hommes blancs.

### Inclusion ou exclusion sur base de la couleur de peau ou culture
- 1790 : Le Naturalization Act de 1790 limite la possibilité de naturalisation pour les étrangers aux seules free white persons, « les personnes libres blanches », excluant ainsi les Afro-Américains et les Asio-Américains.
- 1802 La constitution de l'Ohio accorde le droit de vote à tout « habitant blanc de sexe masculin » âgé de 21 ans et qui y habite depuis une année[2].
- 1818 : Le nouvel État d'Illinois, qui compte de nombreux résidents français et canadiens, donne le droit de vote dans sa constitution (article II, §27) à « tous les habitants blancs de sexe masculin au-dessus de l'âge de 21 ans, ayant résidé pendant six mois dans l'État ». La Cour suprême de l'Illinois confirme que cette définition inclut bien les résidents étrangers dans l'arrêt Spragins vs. Houghton en 1840[2].
- 1822 (janvier) : Ratification par référendum de la nouvelle Constitution de l'État de New York, qui prévoit le droit de vote pour les habitants de sexe masculin âgés d'au moins 21 ans, selon des critères très détaillés, avec une clause spécifique pour les « hommes de couleur », soumis à des conditions plus restrictives en matière de résidence (trois années au lieu d'une) et de propriété[11].
- 1866 (9 avril) : Le Civil Rights Act accorde la nationalité, mais pas le droit de vote, à tous les Américains nés aux États-Unis.
- 1869 (26 février) : Le Congrès vote le XVe amendement : « Le droit de vote des citoyens des États-Unis ne sera dénié ou limité par les États-Unis, ou par aucun État, pour des raisons de race, couleur, ou de condition antérieure de servitude. ».
- 1870 (3 février) : Le XVe amendement est ratifié par les États.
- 1882 : Le Congrès vote le Chinese Exclusion Act qui exclut les Chinois du droit à la nationalité et au droit de vote.
- 1884 (3 novembre) : La Cour suprême, dans l'affaire Elk v. Wilkins, juge que John Elk, un Amérindien du Nebraska, ne peut pas voter au Nebraska parce que son intention exprimée de devenir un citoyen américain requiert l'approbation des États-Unis. La Cour estime par ailleurs qu'Elk n'est pas un citoyen parce qu'il ne « doit pas allégeance aux États-Unis », et que par conséquent le XVe amendement ne s'applique pas à lui.
- 1887 : Le Congrès vote le Dawes General Allotment Act qui n'accorde la nationalité qu'aux Amérindiens qui font abandon de leurs affiliations tribales.
- 1888 : L'assemblée de l'État de Floride adopte diverses mesures d'exclusion du droit de vote qui font passer le taux de participation des électeurs afro-américains de 62 % à 11 % au cours des quatre années suivantes. Ces mesures incluent une taxe de type censitaire (poll tax).
- 1890 L'Indian Naturalization Act accorde la nationalité aux Amérindiens qui en font la demande.
- 1924 (2 juin) : L'Indian Citizenship Act déclare tous les Amérindiens citoyens américains, mais chaque État conservant ses prérogatives en matière de droit de vote, beaucoup d'Amérindiens sont en fait privés de droit de vote jusqu'en 1948.
- 1943 (17 décembre) : Le Chinese Exclusion Act est aboli, ouvrant aux Sino-Américains nés à l'étranger le droit à la naturalisation et au droit de vote.
- 1946 : Les Philippins, dont le pays, colonie américaine depuis 1898, vient d'acquérir son indépendance, se voient reconnaître le droit à la naturalisation.
- 1952 : Le McCarran-Walter Act permet aux Nippo-Américains nés à l'étranger d'acquérir la nationalité américaine[12], 162 ans après le Naturalization Act.
- 1965 (6 août) Le président Lyndon Johnson signe le Voting Rights Act, qui interdit de façon permanente les barrières directes à la participation politique des minorités raciales et ethniques, interdit toute pratique électorale qui nie le droit de vote sur base de la race, et exige des juridictions qui ont une tendance historique discriminatoire qu'elles obtiennent une approbation fédérale avant l'application de toute modification de leurs lois électorales. Les tests d'alphabétisation et toutes les autres barrières à l'inscription des électeurs sont abolis. L'Acte donne également pouvoir au Ministère de la Justice pour superviser les juridictions à problèmes et de permettre à chaque citoyen de se pourvoir individuellement devant les tribunaux en cas de violations des droits de vote des minorités.

### Inclusion des femmes
- 1776 : L'article IV de la constitution du New Jersey définit les électeurs comme suit : « tous les habitants de cette colonie, majeurs (...) »[13], alors que les constitutions des autres États précisaient « habitants de sexe masculin ». Cette possibilité de droit de vote des femmes, bien que très limitée par les conditions de propriété, également valables pour les hommes mais de facto plus restrictive pour les femmes (seules les veuves étant effectivement propriétaires, le mari étant le seul propriétaire imposable dans les couples mariés), est explicitement abolie en 1807[14]. Toutefois, le fait que la Cour suprême des États-Unis n'ait pas été saisie à l'époque contre le droit de vote de femmes sera utilisé par la partie demanderesse dans l'affaire Minor v. Happersett en 1874, considérant qu'il n'y a aucune jurisprudence permettant d'établir que ce droit serait inconstitutionnel.
- 1869 : Le Territoire du Wyoming est la première entité du pays à accorder le droit de vote aux femmes[15].
- 1874 : Arrêt Minor v. Happersett (en) de la Cour suprême : Virginia Minor, une femme "indigène (au sens de née aux États-Unis), libre, citoyenne blanche des États-Unis et âgée de plus de 21 ans", a voulu s'inscrire au registre des électeurs et le fonctionnaire responsable a refusé. L'arrêt lui donne tort, constatant que le droit de vote aux États-Unis ne fait pas partie des droits liés à la citoyenneté (au sens de nationalité), le droit de vote étant d'ailleurs même accordé à certains étrangers dans plusieurs États[16].
- 1893 : L'État du Colorado accorde le droit de vote aux femmes[17].
- 1896 : Les États de l'Utah et de l'Idaho accordent le droit de vote aux femmes.
- 1911 : L'État de Californie accorde le droit de vote aux femmes.
- 1912 : Les États du Kansas, de l'Oregon et de l'Arizona accordent le droit de vote aux femmes.
- 1920 (18 août) : Les États ratifient le Dix-neuvième amendement, donnant aux femmes le droit de vote, voté par le Congrès le 4 juin 1919. Au Tennessee, le parlement de l'État ne ratifie cet amendement à la constitution qu'avec une seule voix de majorité.

### Inclusion par annexion de territoires
- 1848 : Le traité de Guadalupe Hidalgo, qui met fin à la guerre américano-mexicaine, accorde le droit à la nationalité américaine aux Mexicains vivant en Arizona, en Californie, au Nouveau-Mexique et au Texas. Toutefois, leur droit de vote est restreint de facto par l'introduction de tests de connaissance de l'anglais, de conditions de propriété et d'alphabétisation, ainsi que par des actes de violence et d'intimidation.

### Récents développements
- 1964 (23 janvier) : XXIVe amendement supprime l'obligation de s'acquitter d'une taxe électorale ou autre pour avoir le droit de voter aux élections fédérales.
- 1971 (5 juillet) : Le XXVIe amendement abaisse l'âge du droit de vote à 18 ans.
- 1991 : Première restauration du droit de vote des étrangers à une élection locale à Takoma Park dans le Maryland. Par la suite, d'autres localités de cet État l'introduisent, et des initiatives similaires sont prises, sans succès, dans plusieurs villes et États (voir l'article détaillé : Droit de vote des étrangers aux États-Unis).